# Kees Vlak
Cornelis (Kees) Vlak (Amsterdam, 30 september 1938 – Schoorl, 5 december 2014) was een Nederlands componist en trompettist. Hij gebruikte onder meer de pseudoniemen Robert Allmend, Llano en Dick Ravenal.

## Levensloop
Als jonge leeftijd speelde Vlak al trompet samen met zijn vader, een amateur klarinettist, in het Waterlands Fanfare Orkest te Nieuwendam (Amsterdam). Op negenjarige leeftijd volgde hij pianoles bij musicus Ru van Veen. Van Veen was leider van verschillende radio-ensembles, vaste pianobegeleider van de Nederlandse Christelijke Radio Vereniging (NCRV) en pianist van Wim Kan en leidde Vlak op tot het toelatingsexamen aan het conservatorium. Zijn studies deed hij aan het Amsterdams conservatorium en voltooide hij in 1959 in het vak piano bij Jaap Callenbach en 1961 in trompet bij Marinus Komst en orkestspel. Verder studeerde hij HaFa-directie en compositie bij Kors Monster aan het Muzieklyceum in Amsterdam en muziektheorie aan de Universiteit van Californië - Berkeley in San Francisco.
Tijdens zijn opleiding speelde hij in diverse orkesten als trompettist, onder andere bij revues, musicals, operettes, in symfonieorkesten en bij de radio. In het cabaret van Wim Kan speelde hij twaalf jaar, daar kwam hij ook in contact met Ru van Veen. Ten gevolge van een chronische voorhoofdsholte-ontsteking moest hij op 25-jarige leeftijd het trompetspelen opgeven. Hierdoor ontstond meer tijd voor het componeren. Zijn eerste grote compositie, Paso Cabaio, kwam zo tot stand in 1967. In 1968 won hij met Western Rapsody de Hilvarenbeekse Muziekprijs, wat voor hem de doorbraak was.
Vlak was voorts actief als pianodocent en jureerde regelmatig in binnen- en buitenland. Hij won diverse nationale en internationale compositieprijzen.

## Composities

### Werken voor harmonie en fanfare
- 1966:  Paso Cabaio, suite voor harmonie- of fanfareorkest
- 1967-1968: Western Rapsody, rapsodie voor harmonie- of fanfareorkest
- 1969:  Caribbean Concerto - De Bovenwindse Eilanden, suite voor harmonieorkest
- 1969:  Paso Flamenco, suite voor harmonie- of fanfareorkest
- 1970:  Antilliaanse Suite, voor harmonie- of fanfareorkest
- 1971:  Persons in Britain, fantasie voor harmonieorkest
- 1972:  Around The World, cyclus voor jeugdblaasorkesten (harmonieorkesten, fanfareorkesten en brassbands)
- 1972:  Music for a Movie Picture, voor harmonie- of fanfareorkest
- 1972-1973: Happy sound selections nr. 1,2 und 3.
- 1972:  Yong ones partita
- 1973:  Danzas Folkloristicas
- 1973:  Uncle Jack's special
- 1974:  El Paso moro Gitano, voor harmonie- of fanfareorkest
- 1975:  Two Russian Folksongs
- 1975:  Fryske Fantasie, voor harmonie- of fanfareorkest
- 1975:  The prizze
- 1977:  The electric seven
- 1977:  Western pictures
  1. Misterioso
  2. Coyote valley
  3. In the canyon
  4. The new lands
  5. El Rancho Grande
- 1977:  A Strange Party
- 1978:  Berber Suite
  1. Appeal to all Berbers
  2. Song of the River
  3. Song of the magic-flute
  4. Dancing-tune
- 1979:  Five for the blues
- 1979:  Limburg fantasie, voor harmonie- of fanfareorkest
- 1979:  Profiles Symphoniques - des trois komponistes celèbres, sur le thème de "Trois jolis tambours", voor harmonie- of fanfareorkest
- 1979:  El Paso Montanesa, voor harmonie- of fanfareorkest en brassband
- 1980:  Brabant Fantasy, voor harmonie- of fanfareorkest
- 1980:  Concordiamars
- 1980:  Introduction the Band
- 1980:  Julianamars
- 1980:  Marching Time, mars
- 1981:  Fantasy on french Christmas-Songs
- 1981:  Impressions Rhapsodiques (De Markerwaard - IJsselmeer Impressies), voor fanfareorkest
- 1981-1984:  The Four Seasons, cyclus voor jeugdblaasorkesten (harmonieorkest, fanfareorkest, brassband)
- 1981:  Military Suite
- 1981:  Slovakian dances, voor harmonie- of fanfareorkest
- 1982:  Concerto for Bass Clarinet, voor basklarinet en harmonieorkest
- 1982:  Coexistence, ballet voor harmonieorkest
- 1983:  Chorale partita
- 1983:  Samba Sensation, voor altsaxofoon (of: flügelhorn) solo en harmonieorkest
- 1984:  Clarinet Jubilee
- 1984:  Polderstad, voor gemengd koor (of mannenkoor) en harmonieorkest - tekst: Nico Scheepmaker
- 1984:  A new dress for the emperor (De nieuwe kleren van de keizer), naar een sprookje van Hans Christian Andersen voor vertelster of verteller en harmonie- of fanfareorkest
- 1984:  Fantasie concertante over gezang:"Gaat stille in den lande"
- 1985:  Blues for Bessie
- 1986:  Amsterdam Pictures, symfonisch gedicht voor harmonie- of fanfareorkest
- 1986:  The Highlands, symfonisch gedicht
- 1986:  Tapas de Cocina
- 1987:  Simple Symphony
- 1987:  Sculptures of an exhibition, voor fanfareorkest
  1. Introduction (De Beemster polder)
  2. Promenade and Watchman
  3. A building of willow trees
  4. Die Flüsse, ah die Flüsse
  5. Cardplayers in front of the Nightingale
  6. Autumn
  7. The powerlifter
  8. The bull
  9. Mirror
  10. Reflections of a
  11. Willpower
  12. The beautiful country
- 1987:  Space Officers
- 1988:  Liberation
- 1989:  Quatre jours à Paris
  1. Jour de fête
  2. Jour de java
  3. Jour de pluie
  4. Jour de cancan
- 1989:  The Great Bandschow, voor harmonie- of fanfareorkest of brassband
  1. Jazz-march
  2. Concert-show
  3. Final Parade
- 1990:  A farmer's holiday
- 1990:  Las Playas de Rio
  1. Trocadero Playa
  2. Ipanema Playa
  3. Copacabana Playa
- 1992:  Les Vignobles (Suite française)
  1. Pastorale (Prelude)
  2. Tambourin (Dans)
  3. Bergerette (Wiegenlied)
  4. Chansons des Buveurs (Hymne)
  5. Gavotte
  6. Bon Voyage Monsieur Dumolet (Gigue)
- 1992:  Quattro Variazioni Musicali con tema populare - Vier variaties over het Limburgs Volkslied
  1. Introduzione
  2. Variazione Pastorale
  3. Variazione Capriccio
  4. Variazione Lyrico
  5. Variazione Scherzo
  6. Tema (finale)
- 1993:  The New Village, Fantasy for Band
- 1994:  Sculptures of an exhibition
- 1995:  Rhapsodie Provencale
  1. Chant populare
  2. Berceuse
  3. Farandole
- 1996:  Concert Fanfare
- 1996:  Concerto Italiano, voor fagot en harmonieorkest
  1. Alla milanese
  2. Siciliano
  3. Rondo veneziano
- 1996:  Kumbayah Variations, voor harmonieorkest
  1. Italian: Tarantella
  2. Gypsy variation (Gypsy Song, Czardas)
  3. Gopak
  4. Viennese Waltz
  5. Big Band (Glenn Miller)
  6. Rock Variation
- 1996:  New York Overture (Fantasie) voor harmonieorkest
  1. First view over Manhattan
  2. Battery Park: Early in the morning
  3. 5th Avenue
  4. St. Patrick's Cathedral
  5. Sunday afternoon in Central Park
  6. The Parkguard: a little horse-ride
  7. Return to Down Town
  8. On Broadway
  9. Roseland Dance-City: Puertorican Dance
  10. New York Bay and The Statue of Liberty
- 1996:  Os Pássaros do Brasil
  1. Pássaros Coloridos
  2. Pomba Triste
  3. Os Pássaros no Carnaval
- 1997:  La Citadella, voor harmonie- of fanfareorkest
- 1997:  My secret lovesong, voor solo flügelhorn (of zangstem), gemengd koor en harmonie- of fanfareorkest
- 1997:  Telemark Fantasie
  1. Pastorale (Norges Hymn)
  2. Springdans
  3. Hagars Sang
  4. Halling (snelle dans die oorspronkelijk op de Hardangerfelen (viool) gespeeld werd)
- 1997:  The millennium song, voor gemengd koor en harmonieorkest
- 1998:  Celebration Ouvertüre
- 1998:  Concerto per clarinetto, voor klarinet en harmonieorkest
  1. Allegro con spirito
  2. Romanza
  3. Rondo
- 1998:  Fanfare 2000, voor harmonie- of fanfareorkest
- 1998:  Israel shalom, voor harmonieorkest (opgedragen aan het "Lod Jeugd-harmonieorkest" o.l.v. van Nachman Yariv)
  1. Purim in Tel-Aviv (carnaval)
  2. Ukraïner Khosidl
  3. Hora (snelle dans)
  4. Bedouïns in the Negev
  5. Jerusalem: "Meditation at the Wailing-Wall"
  6. Hora (coda)
- 1998:  Nightflight to Paris
  1. De vlucht met de concorde
  2. Le Gare du Nord
  3. Le Tour Eiffel
  4. Le Moulin Rouge (cancan)
- 1998:  Kings and castles
- 1998:  Rainbow Warrior, Symfonisch gedicht over het voormalig schip van de milieu-organisatie Green Peace
- 1999:  Kilkenny Rhapsody on Irish Airs
  1. The gentle maiden
  2. Single jig
  3. The foggy dew
  4. Hornpipe
  5. Irish jig
  6. Epilogo "Irish air"
- 1999:  Return to Ithaca (Grieks toongedicht op de Odysseus van Homerus)
  1. The Olympus of Zeus
  2. The Misterious Sea of Poseidon
  3. The Cyclades
  4. Temptation Dances
  5. Sirtaki
  6. A Message from Hermes
  7. The Sweet Honeywine of Circe
  8. Return to Ithaca
  9. The Olympus of Zeus
  10. Athena
- 1999:  Springtime in Berlin, voor harmonieorkest
  1. To a new Berlin
  2. In former days
  3. The marching band
  4. The Brandenburger Tor
- 1999:  Two Movements
  1. Song
  2. Temptation
- 1999:  West Coast Concerto, voor piano en harmonieorkest
- 2000:  Five Continents
- 2000:  Titanic Story, ballade voor gemengd koor (of vocaal solo) en harmonieorkest
- 2000:  Tumaco
  1. Las estrellitas del Bolompie
  2. Chajal
  3. El pueblo
- 2001:  A Sailors Adventure, ouverture
- 2001:  Battlestar
- 2001:  Petit Paris
- 2001:  Silver Creek Valley - a Canadian impression ouverture voor jeugd-harmonieorkest
- 2001:  The Story of Hilti, voor harmonieorkest
- 2002:  Blow Your Horn, Amerikaanse swing mars
- 2002:  Caffee Variations, voor harmonieorkest
  1. Irish Coffee.
  2. Rüdesheimer Bohnenkaffee
  3. Cappuccino
  4. Café Pushkin
  5. Schweizer Alpenmokka
  6. Wiener Mélange
  7. French Coffee
- 2002:  Cinderella - (Das Aschenbrödel), sprookjes-varitaties
- 2002:  Das Land der Pharaonen
- 2002:  Dschingis Khan (1162-1227), ouverture
- 2002:  Lord of seven seas - a journey into the future, symfonisch gedicht (verplicht werk bij het "Bundesmusikfest in Würzburg" in 2007)
  1. Introduction
  2. The giant ship at sea
  3. Storm and rain
  4. Under the arctic-ocean
  5. The wonderful fauna in the deep
  6. Crossing all over the world-seas
  7. Magnificent view at the enormous ship
- 2002:  Pavane pour Bowine, voor piano en harmonieorkest
- 2002:  Shufflin' Canon
- 2002:  Spider-Rag, voor altsaxofoon en harmonieorkest
- 2003:  Euro Swing Parade - A Swingin' Euro Tour
- 2003:  Idian River, ouverture
- 2003:  Music is my World - Community Pop
- 2003:  Square Dance
- 2003:  Winterland - Ouverture
- 2004:  Olympus Fanfare, voor harmonieorkest
- 2004:  Real Pop
- 2004:  Russian Dance, suite voor harmonieorkest
  1. Overture
  2. Elegiac Dance
  3. Petruska
  4. Trepak
- 2006:  Halloween Night - A Mystic Story, voor harmonieorkest
- 2006:  Troika Fantasie - A Russian Impression
- 2007:  Colorado River, symfonisch gedicht
  1. The River Valley
  2. Country Dance
  3. The Grand Canyon
  4. The Great Lake
- 2007:  L.A.-California - Television Overture, voor harmonieorkest
  1. Intro
  2. Los Angeles
  3. Santa Monica Bay
  4. Chrystal Cathedral
  5. Disneyland
  6. Hollywood
  7. Concert at the Bowl theatre
- 2007:  Song for Benni, voor flügelhorn solo en harmonieorkest
- 2009:  Sakura Variation - A Japanese Impression, voor jeugdharmonieorkest
- 2009:  Tales from the Shore, een Ierse rapsodie 
  1. The Sea
  2. The Gentleman
  3. Boys and Girls at the Shore
  4. Cockles and Mussels
  5. The Fishmonger
  6. Pipes and Drumes
- African Wildlife - Savannah-impression, voor djembé(s) solo en harmonie- of fanfareorkest
- Country Fantasy
  1. Swanee
  2. Some folks
  3. Old Joe
  4. Camptown ladies
- Last Flight of the dragonfly
- Mount Everest, voor harmonie- of fanfareorkest
  1. Himalaya
  2. The Mount Everest
  3. The Great Climb
  4. On Top of the World
  5. Glorioso
- The Castle of Bray
- Three Fanfares: Euro, Alpine, Royal
- Villa Wertha
- Woodpeckers Parade

### Arrangementen van composities vanMalandovoor harmonie- en fanfareorkest
- 1971:  Rivieren cyclus "Los Rios", voor harmonie- of fanfareorkest (samen met Arie Maasland, die het pseudoniem Malando gebruikt)
- 1971:  Lastima
- 1986:  Cordilleras de los Andes  (samen met de bovengenoemde Arie Maasland)
  1. Cotopaxi
  2. Illimani
  3. Coropuna

### Werken voor koor
- 2005:  Il Signore è con te, Canto religioso voor gemengd koor en harmonieorkest

### Kamermuziek
- 1994:  Scherzo mexicana, voor koperkwintet (2 trompetten, hoorn en 2 trombones)
- 1997:  Pastorale fantasie, Tenorhorn (of: Bariton) kwartet
- De Scheresliep, voor koperkwintet

### Werken voor accordeon-orkest
- Slovakian Dances
- Tapas de Cocina